# Meshes of the Afternoon
 (mars 2022).
Si vous disposez d'ouvrages ou d'articles de référence ou si vous connaissez des sites web de qualité traitant du thème abordé ici, merci de compléter l'article en donnant les références utiles à sa vérifiabilité et en les liant à la section « Notes et références ».
Pour plus de détails, voir Fiche technique et Distribution.
Meshes of the Afternoon est un court métrage expérimental américain réalisé par Maya Deren et Alexander Hammid en 1943. L'intrigue du film est circulaire et répète des images psychologiques à caractère symbolique, telles qu'une fleur sur une longue route, une clé en train de tomber, une porte déverrouillée, un couteau enfoncé dans un pain, une mystérieuse figure habillée en Faucheuse et ayant un miroir pour visage, ou encore un téléphone décroché.
En 1990, Meshes of the Afternoon est sélectionné par la Bibliothèque du Congrès pour être restauré par le National Film Registry américain, car il est considéré « culturellement, historiquement ou esthétiquement remarquable ».

## Histoire et production
Ce film est le fruit du désir commun de Maya Deren et Alexander Hammid (son mari à l'époque) de créer un film d'avant-garde personnel qui traiterait des problèmes psychologiques dévastateurs, à l'instar des films français d'avant-garde des années 1920, comme Un chien andalou (1929) et L'Âge d'or (1930) de Salvador Dalí et Luis Buñuel. L'usage que Maya Deren fait du symbolisme dans ses films est lié à l'intérêt de son père pour la psychologie et au désir de la réalisatrice de convoquer ces intérêts.
Maya Deren et Alexander Hammid ont écrit et réalisé leur film, avec une caméra 16 mm Bolex. Ils y ont également joué. Bien que Maya Deren soit habituellement considérée comme son principal créateur artistique, le réalisateur Stan Brakhage, qui connaissait le couple, a affirmé dans son livre Film at Wit's End que Meshes of the Afternoon était en réalité en majeure partie une création d'Hammid. Il ajoute que leur mariage  a commencé à souffrir du succès que Maya Deren a connu.
Le film reçoit le Grand Prix - films d'avant-garde au festival de Cannes 1947. 
À sa sortie, le film n'avait pas de musique. Cependant, une partition musicale influencée par la musique traditionnelle japonaise et réalisée par le troisième mari de Maya Deren, Teiji Ito, a été ajoutée au film, sous la direction de Maya Deren, en 1959.

## Fiche technique
- Titre : Meshes of the Afternoon
- Réalisation : Maya Deren et Alexander Hammid
- Scénario : Maya Deren
- Photo : Alexander Hammid
- Montage : Maya Deren
- Musique : Teiji Ito (ajoutée en 1959)
- Producteur : Maya Deren
- Distributeur : Mystic Fire Video (DVD)
- Pays de production :  États-Unis
- Langue : muet
- Genre : court-métrage expérimental, surréalisme
- Durée : 14 minutes
- Date de sortie : 1943